# ルシファー

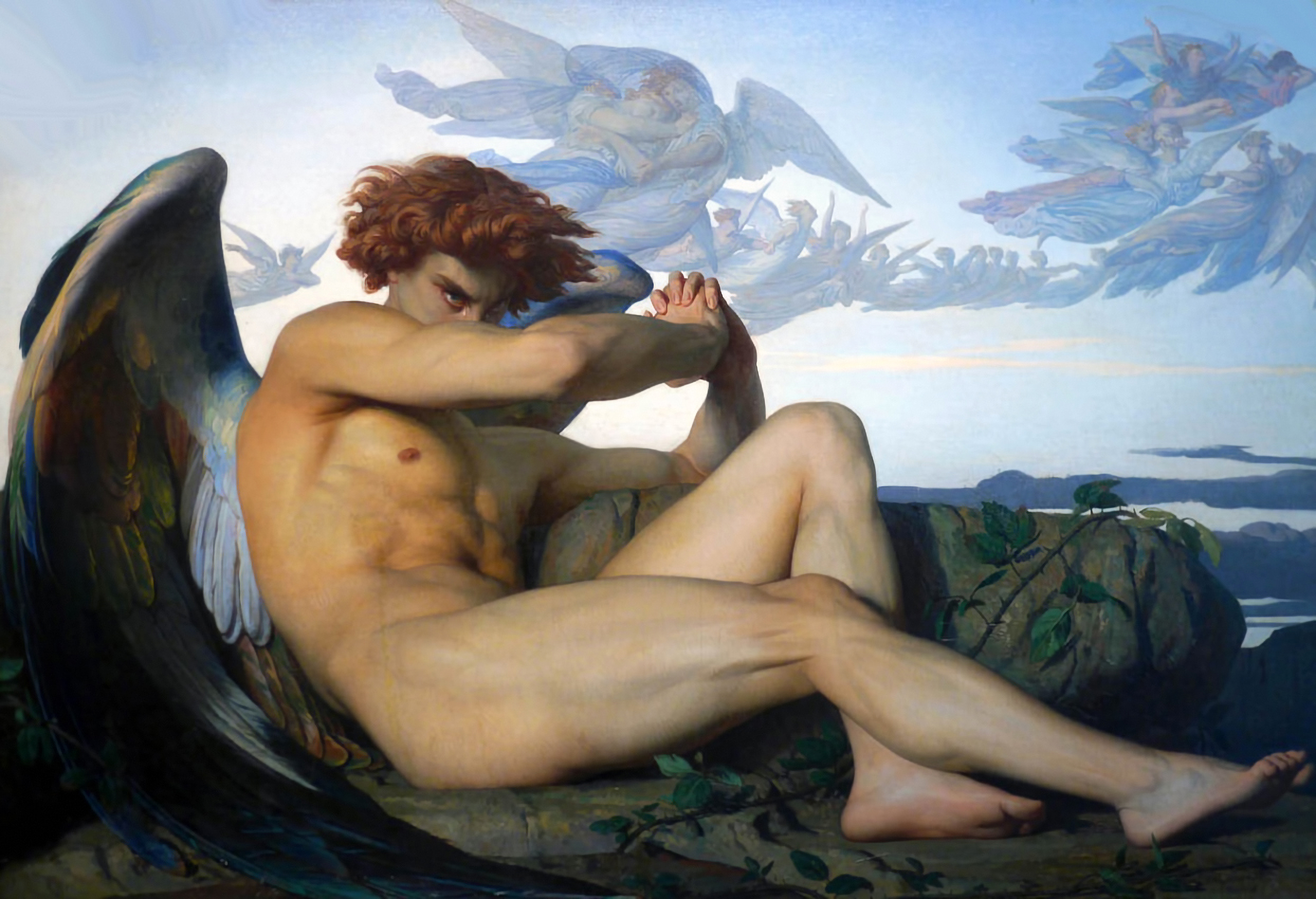
アレクサンドル・カバネル作『堕天使』（1847年）神が彼を天国から追い出すと告げた直後。

ルシファー（羅: Lucifer）は、キリスト教神学における悪魔・堕天使の名で、「光を掲げる者」という意味がある。キリスト教、特に西方教会（カトリック教会やプロテスタント）において、堕天使の長であるサタンの別名であり、魔王サタンの堕落前の天使としての呼称である。

## 言葉
一般名詞としては、明けの明星を指すラテン語であり、形容詞では「光をもたらす」。これはヘブライ語: hêlēl ,הֵילֵלからの翻字である。
「ルシファー」は英語からの音訳で、古典ラテン語読みではルーキフェル（またはルキフェル、羅: Lūcifer）、教会ラテン語読みではルチフェル、その他日本ではルシフェル（仏: Lucifer, 西: Lucifer, 葡: Lúcifer）、ルチーフェロ（伊: Lucifero）、リュツィフェール（露: Люцифе́р）などとも表記される。

## 概要

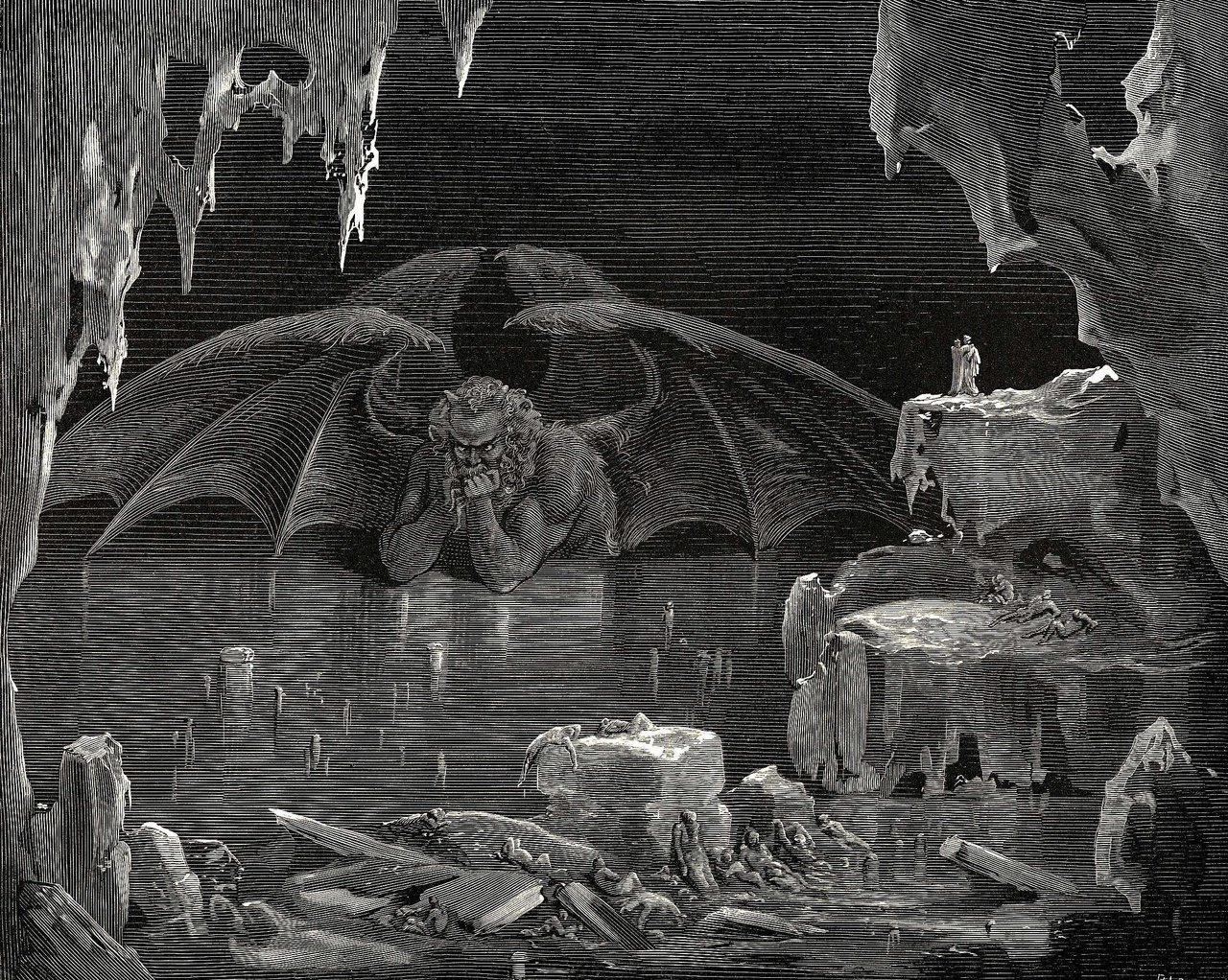
氷地獄コーキュートスの最深層にいる悪魔大王（ディーテ）。『神曲』地獄篇を描いたギュスターヴ・ドレの連作の34番。

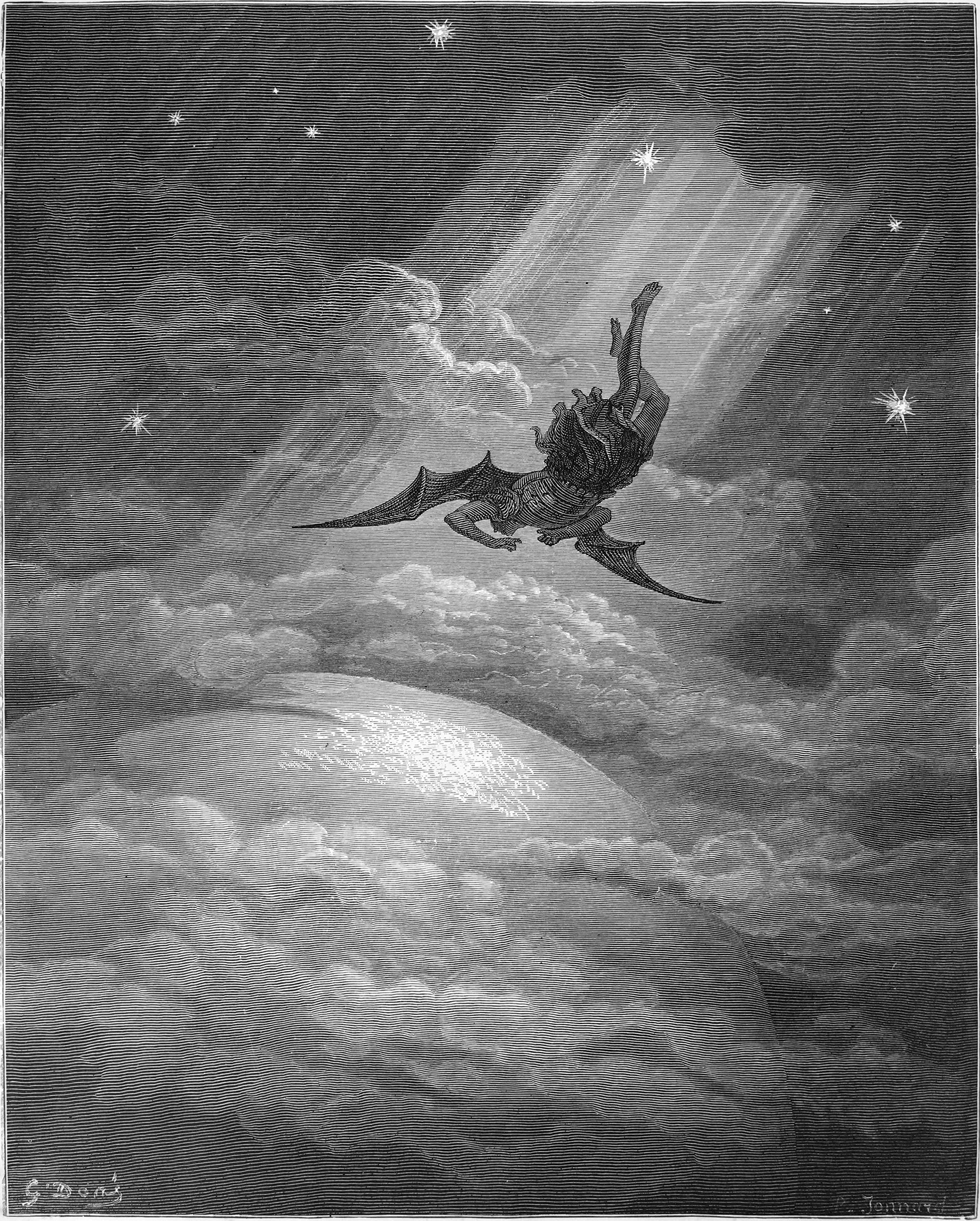
ギュスターヴ・ドレによる『失楽園』の挿絵。地球へ向かうルシファー。

キリスト教の伝統においては、ルシファーは堕天使の長であり、サタン、悪魔と同一視される。神学で定式化された観念においては、悪魔はサタンともルシファーとも呼ばれる単一の人格であった。
悪魔にルシファーの名を適用したのは教父たちであった。たとえばヒエロニムスは金星を指すラテン語であったルーキフェルを、明けの明星としての輝きの喪失に悲嘆することになる、かつて大天使であった堕天使長の名とした。この光の堕天使としてのルシファーの名がサタンの別称として普及したが、教父たちはルシファーを悪魔の固有名詞としてでなく悪魔の堕落前の状態を示す言葉として用いた。キリスト教の伝統的解釈によれば、ルシファーは元々全天使の長であったが、神と対立し、天を追放されて神の敵対者となったとされる。「ヨハネの黙示録」12章7節をその追放劇と同定する場合もある。
天使たちの中で最も美しい大天使であったが、創造主である神に対して謀反を起こし、自ら堕天使となったと言われる。堕天使となった理由や経緯については様々な説がある。神によって作られた天使が神に背いて堕天使となったという考えは、旧約偽典ないしキリスト教黙示文学の『アダムとエバの生涯』にみられる。その中で悪魔はアダムに向かって、自分は神の似姿として作られたアダムに拝礼せよという命令を拒み、そのために神の怒りを買って天から追放されたのだと語る。『クルアーン』にもこれに類似した話があり、イブリースは粘土から作られたアダムに跪拝せよという神の命に背いて堕落したと数箇所で述べられている。キリスト教では悪魔は罪によって堕落した天使であるとされ、オリゲネス、アウグスティヌス、ディオニュシオス・アレオパギテス、大グレゴリウス、ヨハネス・ダマスケヌスらは天使が罪を犯すという問題について論じた。大グレゴリウスやセビーリャのイシドールスは、罪を犯して堕落する前のサタン（＝ルシファー）はすべての天使の長であったとし、中世の神学者たちも、サタンはかつて最高位の天使である熾天使か智天使の一人であったと考えた。

## キリスト教神学におけるルシファー

### 聖句

#### イザヤ
イザヤ書の聖句は第一義的にはバビロンの王を指しているものであるが、アウグスティヌスはこれは預言者イザヤが悪魔をバビロニアの君主の人格をもって象徴的に表していると説明している。ビリー・グラハムはここにルシファーの5つの「私は行おう」という罪が見られると解説している。

#### エゼキエル
エゼキエル書28章12-17節は堕落前のルシファーの輝かしい記録と言われている。エゼキエル書28章1-10節はティルス（ツロ）の君主、12-19節はティルス（ツロ）の王である。ここでティルス（ツロ）に述べられていることは、悪魔にあてはめられる。

### 歴史
キリスト教会では、ルシファーはサタンであると考えられてきた。教父たちはルシファーをサタン、堕天使、悪魔と結び付けている。教父テルトゥリアヌス (Contra Marcionem, v. 11, 17)、オリゲネス (Homilies on Ezekiel 13) らがそうであり、ヨハネの黙示録12:7、ルカによる福音書10:18がその根拠となる聖句である。
4世紀末、ヒエロニムスは聖書のラテン語訳（ヴルガータ）において、ヘブライ語の「明けの明星」を意味する言葉 הֵילֵל（イザヤ書 14章12節）を、lucifer の語を当てて訳した。ラテン語のルキフェルはキリスト教以前から「明けの明星」である金星を指すものとして用いられ、オウィディウスやウェルギリウスなどの詩歌にも見られるものであった。旧約聖書はヘブライ語とアラム語で書かれており、新約聖書の原典もギリシア語であるため、ルシファーの語はラテン教父たちによる訳語ということになる。
今日でもキリスト教会ではルシファーはサタンであるという見解が取られている。ただし、サタンや堕天使を伝説とする考えもある。プロテスタントの福音派は、サタンの人格性を否定する傾向があるとして自由主義神学（リベラル）を批判している。バルト主義者の山本和は、日本キリスト教協議会（NCC）編纂の『キリスト教大事典』の悪魔の項目で、キリスト教の伝統的理解を否定している。また、イエス・キリストはルシファーだとする主張がある。

## 宗教史学上のルシファーの来歴

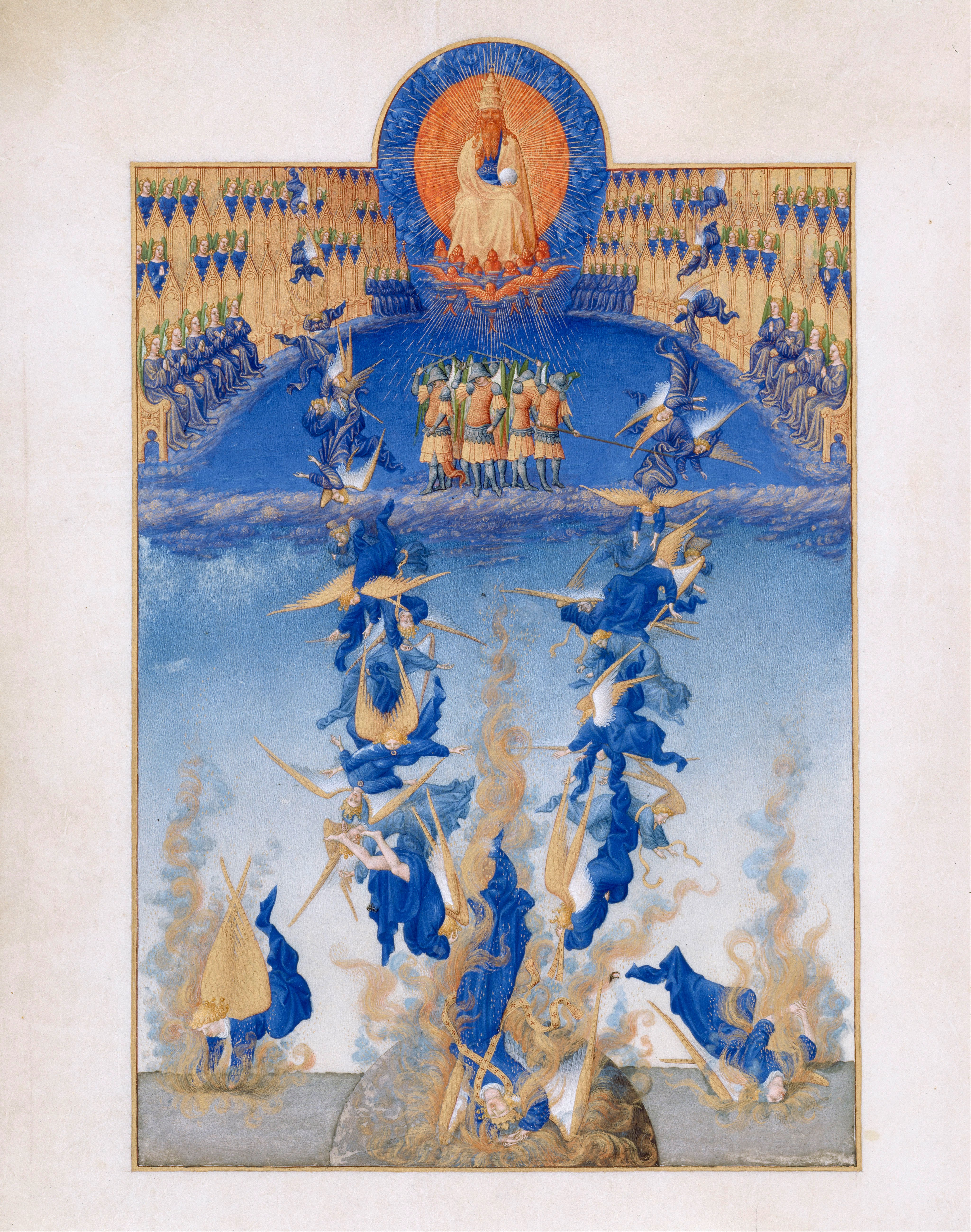
『ベリー公のいとも豪華なる時祷書』に描かれた、墜落する美しいルシファー。

### 原義
Lucifer はもともと、ラテン語で「光をもたらす者」（lūx 光 + ferre 運ぶ）を意味する語であり、当初は悪魔や堕天使を指す固有名詞ではなかった。
ラテン語としてのルキフェルが見出されるのは、ウルガータ聖書の以下の箇所においてである。
ここでの明けの明星は或るバビロニアの専制君主のことを指し、輝く者を意味するヘブライ語の「ヘレル」が明けの明星 lucifer と訳されている。
この一節では、明けの明星を意味するギリシア語の「ポースポロス」（Φωσφόρος / Phōsphóros）が lucifer とラテン語訳されている。このように、悪魔や堕天使を含意せず、新約聖書ではイエス・キリストを指す語が用いられた事例としては、4世紀のサルデーニャの聖人である司教ルキフェルの名や、賛美歌カルメン・アウローラ（Carmen aurorae）などがある。イギリスの詩人シェリーは、地獄の第9層に拘束されているルシファーをおぞましい怪物として描いたダンテを「星たちの群れの中のルシファー」とほめたたえた。

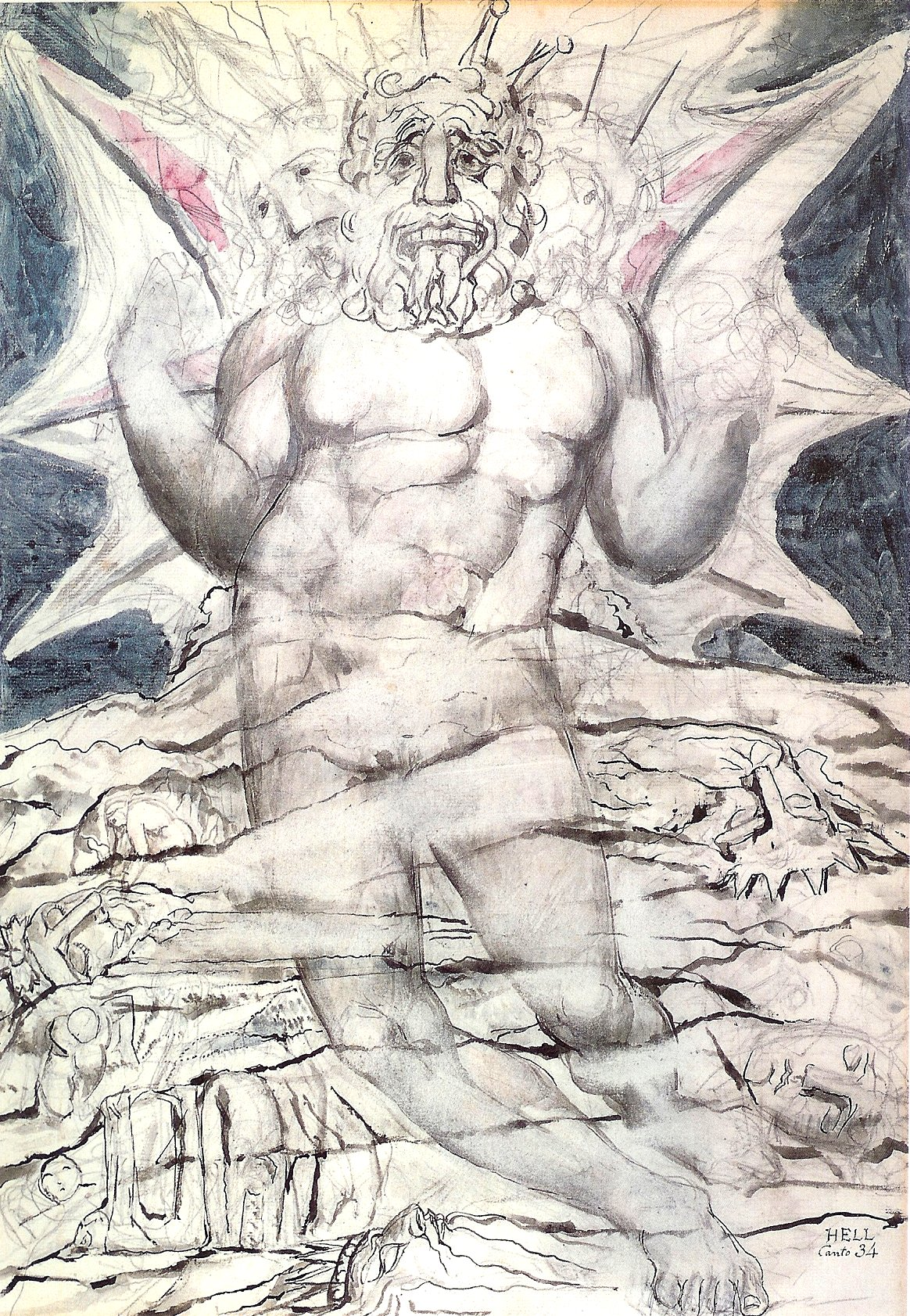
『神曲』地獄篇・第34曲に登場する「ルチフェル」。ウィリアム・ブレイクによる挿絵（水彩画）。

### 悪魔としてのルシファー
ルシファーの名の悪魔たるゆえんは、旧約聖書「イザヤ書」14章12節にあらわれる「輝く者が天より墜ちた」という比喩表現に端を発する。これはもともと、ひとりのバビロニア王かアッシリア王（サルゴン2世かネブカドネツァルであろうと言われる）について述べたものであった。キリスト教の教父たちの時代には、これは悪魔をバビロニアの王になぞらえたものであり、神に創造された者が堕ちて悪魔となることを示すものと解釈された。堕天使ないし悪魔とされたこの「輝く者」は、ヒエロニムスによるラテン語訳聖書において、明けの明星を指す「ルキフェル」の語をもって翻訳された。以上の経緯をもってルシファーは悪魔の名となったとされる。
美術史家のルーサー・リンクは著書『悪魔』の中で、サタンという言葉とデヴィル（悪魔）という言葉はほとんど同じものとして扱われるが、必ずしも初めから軌を一にした言葉ではないと指摘し、さらに同様にサタンの同義語として扱われるルシファーについて論を進めている。ルシファーが悪魔の名とされるようになった由来はイザヤ書の一節の誤読にしか見出せないと述べた詩人シェリーの悪魔論を引き合いに出し、また、ルシファーが天を逐われた経緯を最初に決定づけたのは5世紀の教父たちであったことを多くの人は知らないとして、教父たちの解釈とその背景について論じている。

### 教父たちによるイザヤ14:12の解釈
テルトゥリアヌスやアウグスティヌスなどの教父たちは「イザヤ書」14:12の墜ちた星ないし墜ちた王をサタンとして論じている。中でもオリゲネスは、前述のイザヤ書の1節と「ルカによる福音書」10章18節にみる「わたしはサタンが電光のように天から落ちるのを見た」というイエスの言葉とを結び付け、ともにサタンの堕落を示すものと解釈した。しかしながら、黙示文学にみられるいくつかの記述と、この「ルカによる福音書」の1節の示唆するところ、イザヤ書における墜落した輝く星が堕天使を指し示すという理解は、黙示文学の時代にはすでにあらわれており、初期のキリスト教にもこの見方は共有されていたのではないか、とする向きもある。

## ルドルフ・シュタイナーにおけるルシファー概念
ルシファーはルドルフ・シュタイナーの提唱した人智学で用いられる概念であり、悪の二大原理の一つである（もう一つはアーリマン）。ドイツ語で Luzifer と綴り、日本ではドイツ語風にルツィフェルと表記することもある。シュタイナーは宇宙と人間の進化の過程で人間存在にはたらきかけたさまざまな存在に言及しており、ルツィフェル（的な霊たち）もそのひとつである。ルツィフェルの影響によって人間は能動性と自由意志を獲得したが、同時にそれは悪の契機となった、と論じている。

## 啓蒙の隠喩・象徴としてのルシファー

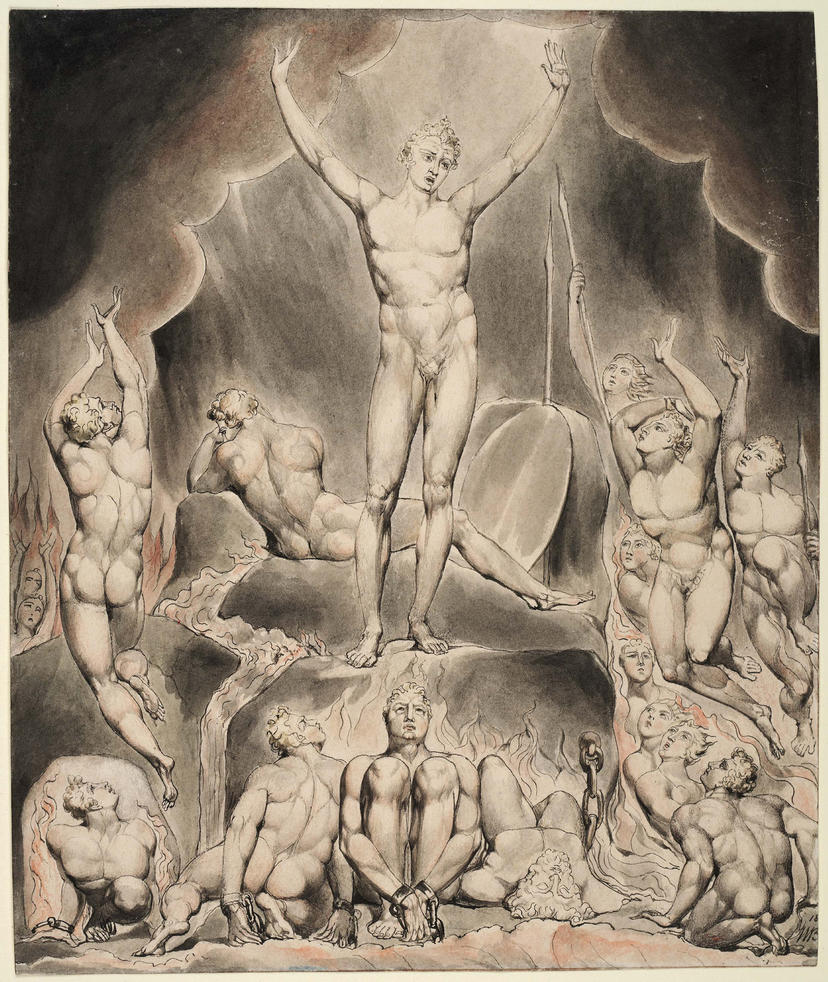
叛逆天使たちを奮起させるサタン（ルシファー）。ウィリアム・ブレイクによる『失楽園』の挿画。

超常現象などに関するライターであるリン・ピクネットは、ルシファーは進歩と知的探求心の神であるとしている。

## アラディアの神話におけるルシファー
19世紀アメリカの民俗学者チャールズ・ゴッドフリー・リーランドがトスカーナ地方の女性より入手した古写本と主張する『アラディア、あるいは魔女の福音』に語られる神話においては、ルシファーは闇である女神ディアーナと対となる光を象徴する男神である。ディアーナ自身より分かたれて生まれた息子であるルシファーは、かの女と結ばれ、ふたりは魔女の女神アラディアとその他の万物を生んだという。

## その他

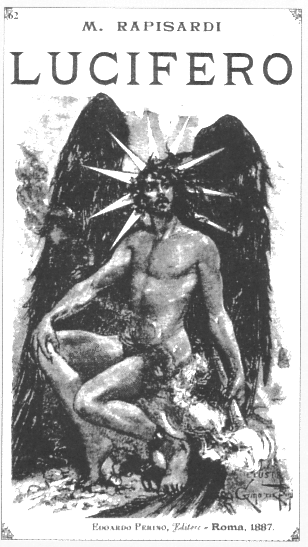
マリオ・ラピサルディの詩集『ルチーフェロ』

ルシファーは中世以来、神秘劇や文学作品の登場人物としてあらわれ、ルシファーをめぐる一連のエピソードがさまざまに変奏されて物語られた。
西欧文学において、ルシファーが登場する名高い文学作品としては、ダンテの『神曲』とジョン・ミルトンの『失楽園』が挙げられる。特に後者は、神に叛逆するサタン（＝ルシファー）を中心に据えて新しい文学的モチーフを賦与され歌い上げられたため、その後のルシファーにまつわる逸話に多く寄与することになる。
ルシファーと大天使ミカエルは双子の兄弟だという説があるが、これはゾロアスター教で善なる光の神アフラ・マズダと暗黒魔神アンラ・マンユ（アーリマン）とが双子だという話の翻案である。

## 注
1. ↑  リュシフェル。
2. ↑  ただし中世の民衆レベルでは、ルシファーとサタンの人格の同一性については必ずしも首尾一貫していたわけではなかった。例えばジェフリー・バートン・ラッセルの指摘するところでは、中世の民話や文学ではサタンがルシファーの配下とされる場合もあった（ラッセル『悪魔の系譜』183頁）。
3. ↑  キリスト教神学の説明するところでは、天使が罪を犯すのはその自由意志に起因する。なぜ全能の神が、罪を犯す可能性のある自由意志をもつ存在を創造したのか、という問題は神義論の射程でもある（J・ゴンサレス 『キリスト教神学基本用語集』 鈴木浩訳、2010年、135頁）。
4. ↑  新共同訳聖書ではティルス、新改訳聖書ではツロ。
5. ↑  レスリー・ミラーは『天使のすべて』で、聖書は天使を星として表現していると指摘する（グラハム『天使』「ルシファーと天使の反逆」82頁）。
6. ↑  七十人訳聖書、およびギリシア教父であるオリゲネスは、明けの明星を指すギリシア語のヘオースポロス ἑωσφόρος を用いている。
7. ↑  寿岳文章訳『神曲』での表記。教会ラテン語では ci は「チ」と読む（田淵文男監修、江澤増雄著 『教会ラテン語・事始め』 サンパウロ、2004年、99頁）。
8. ↑  『いちばん詳しい「堕天使」がわかる事典』（SBクリエイティブ、2014年、36頁）の中で、著者の森瀬繚は「ルシファーとミカエルが双子だとする説には由緒ある典拠は見当たらず、20世紀以降のフィクション作品から広まった話ではないか」と述べている。

### キリスト教神学
- 『新聖書辞典』 いのちのことば社。
- アウグスティヌス 『神の国』 服部栄次郎訳、岩波文庫。
- ビリー・グラハム 『天使』 いのちのことば社。
- ヘンリー・シーセン 『組織神学』  聖書図書刊行会。
- マーティン・ロイドジョンズ 『キリスト者の戦い』 いのちのことば社。
- 稲垣良典 『天使論序説』 講談社〈講談社学術文庫〉。